# Dioptrochasma specularia
Dioptrochasma specularia är en fjärilsart som beskrevs av Holland 1893. Dioptrochasma specularia ingår i släktet Dioptrochasma och familjen mätare. Inga underarter finns listade i Catalogue of Life.